# Liste der Byggnadsminnen in Kramfors (Gemeinde)
Diese Liste der Byggnadsminnen in Kramfors (Gemeinde) zeigt die Baudenkmale (schwedisch Byggnadsminnen) der Gemeinde Kramfors in der schwedischen Provinz Västernorrlands län mit den Ortschaften (schwedisch tätorter) Bollstabruk, Docksta, Frånö, Herrskog, Klockestrand, Kramfors, Lunde, Lungvik, Mjällom, Nordingrå, Nyland, Sandslån und Ullånger. Es werden die Byggnadsminnen aufgeführt, die auf dem nationalen Denkmalregister (schwedisch Bebyggelseregistret – BeBR) gelistet sind, welches weitere Informationen zu den registrierten Baudenkmälern enthält.

## Begriffserklärung
Byggnadsminnen (schwedisch für Baudenkmale) sind in Schweden eine Art von Kulturdenkmälern, deren Erhalt und Schutz im Gesetz über die kulturelle Umwelt geregelt sind. Dazu zählen kulturhistorisch wertvolle Gebäude, Ensembles und Anlagen, die gem. den Bestimmungen des kulturminneslag (Kulturdenkmalgesetz) geschützt sind. Der Begriff unterscheidet sich insofern von der Deutung eines Baudenkmals, als das auch Parks, Gärten und andere Anlagen mit kulturhistorischen Wert als Byggnadsminnen eingestuft werden können.

## Legende

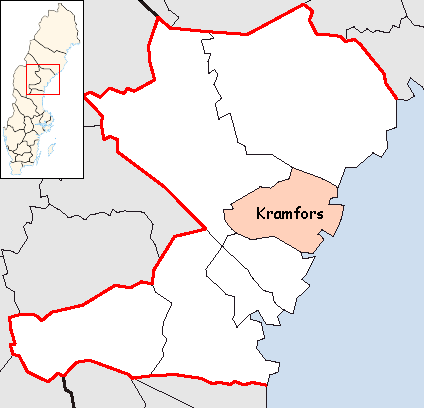
Lage der Gemeinde Kramfors

| ID           | = | ID.Nr. des Denkmalregisters (BeBR) im „Swedish National Heritage Board“ (Riksantikvarieämbetet (RAÄ)) |
| Lage         | = | Adresse, Flurstück und Koordinatenangabe des Standorts                                                |
| Bezeichnung  | = | Bezeichnung/Name des Bauwerks/Denkmals/Objekts in Landessprache (schwedisch)                          |
| Beschreibung | = | deutscher Name (Funktion/Baujahr, wenn bekannt) sowie eine kurze Beschreibung des Objekts             |
| Bild         | = | Bild des Objekts sowie Verweis auf weitere Bilder                                                     |

## Gemeinde Kramfors
| ID             | Lage                                                             | Bezeichnung                         | Beschreibung | Bild           |
| -------------- | ---------------------------------------------------------------- | ----------------------------------- | --- | -------------- |
| 21300000004411 | Barsta 870 30 Nordingrå (Barsta 1:57) (Karte)                    | Barsta kapell                       | Kapelle Barsta (Kapelle, 1665) Die Kapelle von Barsta wurde um 1665 von lokalen Fischern und Gävlefischern im ehemaligen saisonalen Fischerdorf Barsta (heute zu Barstahamn) auf Initiative des Pfarrers von Nordingrå errichtet. Sie wurde im Sommer für Gottesdienste und im Winter als Lager für Fischereigeräte genutzt. Die Kapelle liegt auf dem Hochufer des Barstaviken am Nordende des „Rotsidan“-Naturschutzgebiet, welches Teil des „Nordingrå“-Naturreservat ist. Die rechteckige Grundform (8,5 × 7 m) des Holzbaus auf einem Steinsockel ist im Westen mit einem Giebel und einer Eingangstür mit kupfernen Opferkasten versehen, wo sich auch das Glockengestell befindet. Ab 1699 wurde der Innenraum mit Bibel-Malereien von Roland Johansson Öberg versehen. Die Kapelle wurde bis zu Beginn des 20. Jh. genutzt, war allerdings in den 1930er Jahren stark verfallen und wurde ab 1936 umfangreich restauriert sowie 1972 die Außenmauern erneuert; sie steht seit 2011 unter Denkmalschutz. | Weitere Bilder |
| 21300000012799 | Salum 220 870 32 Ullånger (Ullångers-Salum 3:2) (Karte)          | Korsbyggnaden i Salum               | Kreuzhaus Salum (Bauernhof, 1799) Das am heutigen Standort stehende Kreuzgebäude in Salum befindet sich ca. 1 km westlich Ullånger (westlich des Dockstafjärden) und wurde beim Bau einer Straße 1854 hierher versetzt. Das Innere ist mit Schnitzereien und Eichenmöbeln ausgestattet und bildet ein typisches Beispiel von Bauernhäusern in Ångermanland des 19. Jahrhunderts; es wurde 2004 unter Denkmalschutz gestellt. | Weitere Bilder |
| 21300000012805 | (Sandö 2:2, 2:5, Lunde 2:31, 2:74, 3:25, 3:26; 3:8, 8:1) (Karte) | Sandöbron                           | Sandö-Brücke (Brücke, 1943) Die Brücke über den Fluss Ångermanälven zwischen Lunde und Sandö ist eine Stahlbeton-Bogenbrücke mit einer Gesamthöhe von 42 m bei einer Gesamtlänge von 810 m. Die maximale Stützweite der Brücke beträgt 264 m, zur Zeit ihrer Fertigstellung war sie die Brücke mit der größten Stützweite aller Betonbogenbrücken weltweit. Sie überspannt den Westarm des Ångermanälven von der Lundevägen zur Sandovägen, wobei der östliche Bogen auf der Insel Killingholmen steht. Im Osten schließt sich von Sandö nach Klockestrand die „Klockestrandbron“ über den Ostarm des Ångermanälven an. Beim Bau der Brücke ereignete sich am 31. August 1939 einer der schwersten Arbeitsunfälle in der Geschichte Schwedens, bei dem 18 Arbeiter ums Leben kamen. Auf der westlichen Seite der Brücke in Lunde befindet sich ein Gedenkstein für die 5 Getöteten bei einer Demonstration streikender Arbeiter 1931 (auch als schwedisch Ådalshändelserna 1931 bekannt). Seit 2003 steht die Brücke auf Grund ihrer historischen Bedeutung unter Denkmalschutz. | Weitere Bilder |
| 21300000012965 | Berget 209 872 94 Sandöverken (Hornön 2:14) (Karte)              | Före detta (Missionskyrkan, Nyadal) | ehemalige Missionskirche Nyadal (Freikirche/Missionshaus, 1905) ehemalige Freikirche und Missionshaus, welches 1901 bis 1905 aus Mitteln der lokalen Sägewerksbesitzer und freiwilliger Arbeit für das christliche Missionswerk errichtet wurde. Es befindet sich südlich der Siedlung Berget, westlich von Nyadal (früher Hornön) am Nordufer des Ångermanälven (ca. 1,5 km nördlich der Högakustenbron) und ist ein zweigeschossiger Holzbau mit Steinfundament. Der langgestreckte Bau gliedert sich in einen großen zweistöckigen Gebetssaal mit Galerie im Westen und einem kleineren Saal im Osten, das Obergeschoss diente als Pfarrerwohnung. Als um 1930 das letzte große Sägewerk schloss, verlor die Kirche nach und nach ihre Mitglieder und Ende der 1950er Jahre wurde der Betrieb ganz eingestellt. Nach dem Verkauf des Gebäudes 1962 und 1972 sowie einem Umbau wird das Gebäude heute als Sommerresidenz genutzt, es steht seit 1996 unter Denkmalschutz. (siehe auch 21400000586180) | Weitere Bilder |
| 21300000012976 | Betaniabacken 3 872 63 Lunde (Lunde 2:26-27) (Karte)             | Wästerlunds konditori               | Café Wästerlund (Kaffeehaus, 1946) Sven E. Wästerlund aus Lunde baute 1943 zur Eröffnung der Sandöbron in direkter Nähe einen Kiosk in einer Scheune auf, hatte jedoch dafür keine Baugenehmigung. Deswegen wurde die Scheune 1944 abgerissen, der Kiosk blieb jedoch erhalten. Die Baugenehmigung wurde 1946 nachträglich erteilt und so wurde das Haus in den folgenden Jahren weiter ausgebaut sowie um die weithin sichtbare Leuchtreklame erweitert. Es wird bis heute als Bäckerei und Café genutzt und steht seit 1996 unter Denkmalschutz. | Weitere Bilder |
| 21400000586181 | Babelsbergsgatan 8 872 30 Kramfors (Babel 5) (Karte)             | IOGT/Föreningslokalen Babelsberg    | Babelsberg-Haus (Vereinshaus, 1903) Das von 1898 bis 1903 erbaute Gebäude auf dem namensgebenden Berg im Zentrum von Kramfors war das kulturelle Zentrum der Abstinenzbewegung und Treffpunkt des Guttempler-Vereins in der Stadt, um unter den Sägewerksarbeitern für weniger Trunkenheit zu sorgen. Die Hauskonstruktion besteht aus Holzstämmen unterschiedlicher Länge, die Holzvertäfelung wurde um 1905 angebracht; im Innern befindet sich neben dem Auditorium ein großer Saal mit dreiseitiger Tribüne; es wurden Tanzveranstaltungen und Konzerte aufgeführt. Ab 1947 übernahm die Stadt Kramfors das Gebäude und baute es bis 1953 wieder auf, es wurde bis 1994 für zahlreiche Chor- und Orchesterveranstaltungen genutzt und dann neu saniert. Nach der Wiederherstellung des ursprünglichen Zustands wurde es 1997 unter Denkmalschutz gestellt. (siehe auch 21300000012807) | Weitere Bilder |
| 21400000616807 | Skoved 203 870 32 Ullånger (Skoved 3:2) (Karte)                  | Korsbyggnaden i Skoved              | Kreuzhaus Skoved (Bauernhof, 1864) Das Gebäude wurde zwischen 1833 und 1864 vom damaligen Bauernhofbesitzer als Wohnhaus erbaut. Es befindet sich direkt neben der E4 etwa 3 km südlich von Docksta am Westufer des Dockstafjärden. Das als Kreuzgebäude errichtete Haus ist noch mit originalen Inventar aus dem 19. Jh. versehen, z.B. wertvollen Kachelöfen, einer Küche sowie Möbeln und war bis 1990 bewohnt. Es stellt ein sehr guterhaltenes Beispiel von Bauernhäusern in Ångermanland dar und steht seit 2004 unter Denkmalschutz. (siehe auch ) | Weitere Bilder |
| 21400000616867 | bei Kungsgården 137 870 52 Nyland (Kungsgården 19:2) (Karte)     | Bjärtrå kungsgård                   | ehemaliger Wohnsitz Kungsgården (Wohn- und Herrenhaus, 1759) Wohnsitz und Herrenhaus (1750-1759 errichtet) eines größeren Gutshofs, welcher bis 1580 Hauptsitz des Vogt von Ångermanland war. Es ist das älteste bekannt Kreuzgebäude in Västernorrland und befindet sich ca. 4 km nördlich von Bjätra an der Landstraße 334 am Ostufer des Kungsgårdfjärden einer Bucht des Ångermanälven. Das Gebäude ist sehr gut erhalten und ist gekennzeichnet durch reich bemalte Holzböden und originale Inneneinrichtung; es steht seit 2004 unter Denkmalschutz (siehe auch 21300000012804). | Weitere Bilder |
| 21400000693881 | Viätt 870 52 Nyland (Viätt 1:1) (Karte)                          | Rundlogen i Viätt                   | Rundhütte Viätt (Bauernhof, 1859) Die gut erhaltene Rundhütte in Viätt an der Verbindungsstraße der Ortschaften von Myckelby nach Sjö (nördlich des Dämastsjön-See) ist Teil eines Bauernhofs und steht seit 1995 unter Denkmalschutz. Es wurde als sechsseitiges Fachwerkscheune erbaut und als zweistöckiges Dreschhaus (mit Dreschwagen im Kreis laufende Pferde) genutzt. Auf dem Spitzdach befindet sich eine Flagge mit der Jahreszahl 1859, das Baujahr liegt aber vermutlich früher, da die Technik bereits seit 1770 in Norrland weit verbreitet war. Mit dem Aufkommen von Dreschmaschinen verloren die Rundscheunen an Bedeutung, die beschriebene ist eine der Wenigen gut erhaltenen (siehe auch 21300000012964). | Weitere Bilder |
| 21420000047762 | Högbonden 870 30 Nordingrå (Högbonden 101) (Karte)               | Högbondens Fyr                      | Leuchtturm Högbonden (Leuchtturm, 1909) Die Insel Högbonden (etwa 2 km südöstlich Bönhamn), im ehemaligen Socken Nordingrå liegt vor der Einfahrt nach Bönhamn und gehört zum etwa 347 ha großen Naturschutzgebiet „Högbonden“, zu welchen auch die Inseln Höglosmen und Furan gehören. Der von 1906 bis 1909 erbaute, 14 m hohe Leuchtturm steht auf einem Felsplateau an der steil abfallend Ostseite der Insel, zusätzlich wurde auch ein Hafen im Westen der Insel und eine Materialseilbahn zur Versorgung des Leuchtturms errichtet. Neben dem Leuchtturm befindet sich noch das ehemalige Wohnhaus des Leuchtturmwärters und 3 Nebengebäude, welche heute als Herberge und im Sommer als Cafe genutzt werden. Der am 18. Oktober 1909 eröffnete Leuchtturm wurde bis 2010 mit einer Fresnel-Linse betrieben und 1963 automatisiert. 1964 bis 1986 war die Insel verlassen, ab 1987 wurden die Gebäude renoviert und stehen seit 2017 unter Denkmalschutz, im Untergeschoss befindet sich eine Ausstellung zur Geschichte des Turms. (Objekt: 21420000047762 als Teil von: 21120000022752, der in seiner Gesamtheit unter Denkmalschutz stehenden Zusammenstellung des nautischen Erbes Schweden, siehe Link) | Weitere Bilder |